# Villa au 109 rue de France
La villa au no 109 de la rue de France est une demeure située à Fontainebleau, en France. Propriété bourgeoise, elle est l'un des lieux de la vie mondaine bellifontaine à la Belle Époque.

## Situation et accès
L'ensemble des édifices est situé sur un terrain dont l'entrée principale est au nos 109 de la rue de France avec une entrée secondaire opposée au no 42 de la rue Fleury, à l'ouest de Fontainebleau. Plus largement, il se trouve dans le département de Seine-et-Marne, en région Île-de-France.

## Histoire
Cette propriété est issue de la division des terrains de l'hôtel des Gallerans, au milieu du XIXe siècle, par le dénommé Heurtebise où sont élevés plusieurs constructions : en plus du no 109, ce sont les nos 103, 103 bis, 105 et 107. Le no 109 est acquis par les époux Fries qui y habitent pendant plusieurs années : l'époux (décédé en octobre 1890) est le frère aîné de la comtesse de Beaumont et l'épouse, Sophie de Laska — mariée à ce dernier après avoir perdu son premier mari — est d'origine polonaise et mère du « sportsman » Auguste Du Bos,,.
C'est cette dernière qui vend vers 1880 la propriété à Lucien, baron Double qui vient l'habiter chaque été comme villégiature avec son épouse, Marie Biard, dite Étincelle,,. Les promenades en forêt du baron, accompagné de son ami, le docteur Tabouret, deviennent une activité quotidienne. Bibliophile et collectionneur, tout comme son père Léopold Double, on lui décrit « un esprit original qui ne manquait pas de séduction. Il avait limité ses relations et vivait un peu à l'écart, mais ceux qu'il admettait dans son intimité trouvaient en lui un ami charmant, un causeur agréable, point banal du tout » comme le note L'Abeille de Fontainebleau à sa mort,. Toutefois, le même journal note en août puis septembre 1890, que la villa, en cette fin de siècle, est aussi l'un des lieux de l'activité mondaine bellifontaine où « les réunions restreintes et les dîners intimes se succèdent » « dont un des convives les plus assidus est ce grande et admirable écrivain qui s'appelle J.-J. [Jean-Jacques] Weiss »,.
Le baron Double décède le 5 janvier 1895 à Paris à la suite d'une psittacose. La propriété est ainsi mise en vente sur licitation aux enchères publiques le 13 juillet 1896, à la suite d'un jugement de la deuxième chambre du tribunal civil de première instance de la Seine, en deuxième lot comprenant également la maison sis 111 rue de France. Elle devient par la suite celle d'Ernest Pinguet, conseiller général du canton de La Chapelle-la-Reine, propriétaire en 1893 de l'immeuble sis 104 rue de France. Sous sa présidence, le comité départemental de la Société de secours aux blessés militaires qui trouve en la villa son siège et y tient ses séances,.

## Structure

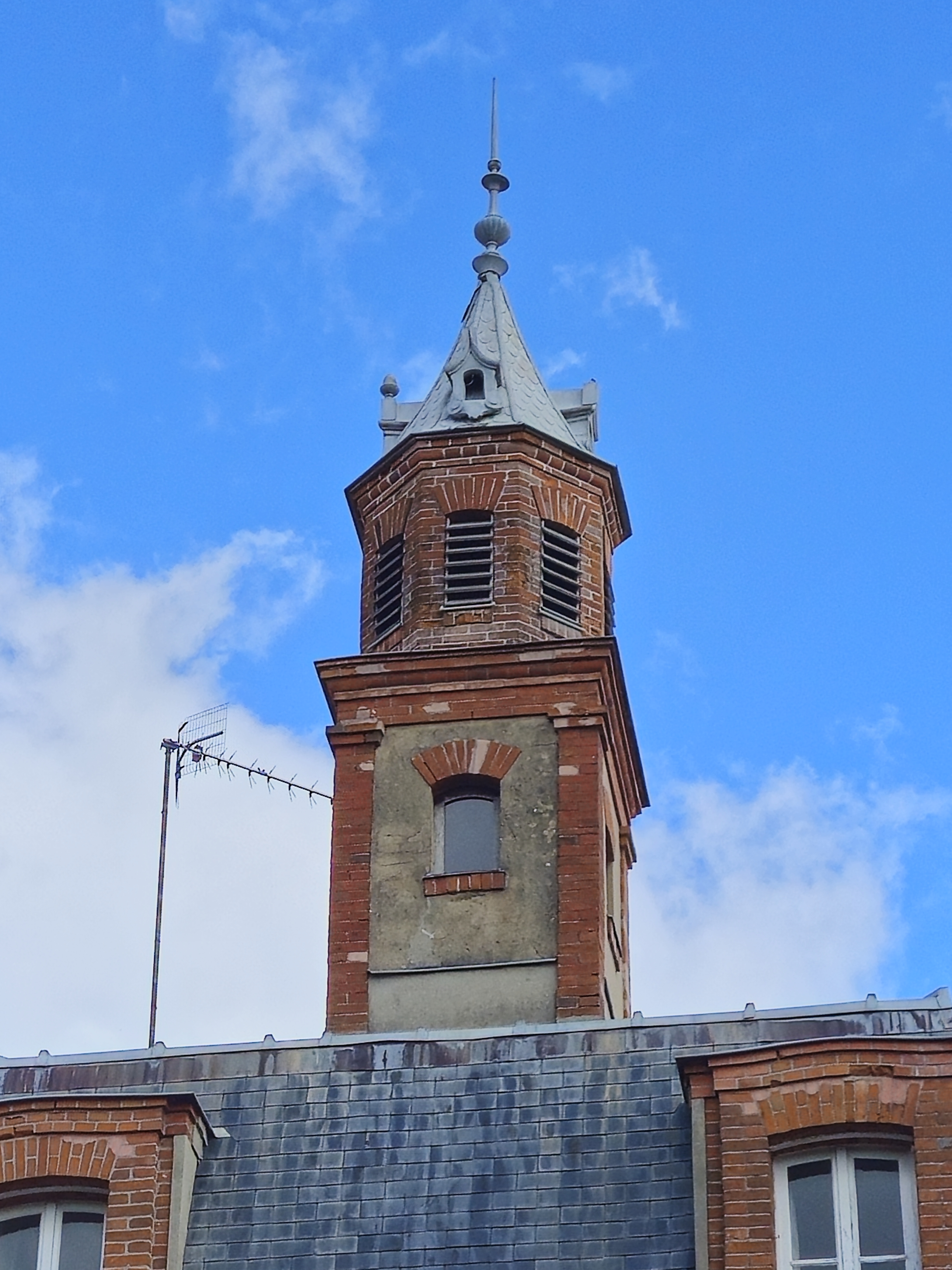
Tourelle au sommet du « pavillon principal », décrite comme « belvédère », photographiée depuis la rue Fleury, en avril 2024.

« Propriété bourgeoise » d'une contenance d'environ 2 700 mètres carrés, elle est décrite dans la presse locale comme l'« une des plus jolies résidences de la ville ». Lors de la mise en vente en 1896, l'étude de l'avoué Perard en donne la description suivante :

« Une propriété ayant sur la rue de France une entrée cavalière et une grille porte cochère, et portant le no 109. Elle comprend un pavillon principal, une maison avec loge de concierge et divers bâtiments et dépendances.
I. Le pavillon principal est élevé sur sous-sol d'un rez-de-chaussée, premier et deuxième étage, et belvédère. Le sous-sol comprend : cuisine, office, salle pour les domestiques, bûcher, charbonnier, cave. Le rez-de-chaussée : salle à manger, salon, petit salon, vestibule avec grand escalier pour les étages. Ledit vestibule avec sortie du côté de la rue de Fleury. Escalier de service. Le premier étage : trois chambres à coucher de maîtres, un cabinet de toilette, une salle de bains et une salle d'hydrothérapie. Le deuxième étage : une chambre à coucher de maître, deux chambres de domestiques, une lingerie, water-closets.
II. La maison comprend : au rez-de-chaussée, vestibule et grand salon. Cave dessous. Au premier étage : deux chambres à coucher, cabinets de toilette, grenier dans lequel se trouvent deux chambres de bonne. Un cabinet.
III. Bâtiment en retour contenant deux pièces et servant à l'habitation du concierge.
IV. Écurie et remise avec chambre de cocher au-dessus. Ensuite, bâtiment comprenant : au rez-de-chaussée, remise et sellerie, et au premier, trois chambres de domestiques. Poulailler. Cabinets d'aisances. »

## Mobilier
Vendu aux enchères publiques le 26 juin 1896 par suite d'acceptation bénéficiaire en l'étude de Maurice Putois (29 rue Marrier), un mobilier ancien a garni la propriété : il se composait notamment de meubles styles Louis XV et Louis XVI pour salons et chambres à coucher, d'une grande tapisserie ancienne, de bergères, de consoles et de glaces.